# Tye Sheridan
Tye Kayle Sheridan (sinh ngày 11 tháng 11 năm 1996) là nam diễn viên người Mỹ. Sheridan bắt đầu sự nghiệp diễn xuất trong bộ phim The Tree of Life (2011) của đạo diễn Terrence Malick và có vai chính đầu tiên trong bộ phim Mud (2012) của đạo diễn Jeff Nichols. Anh cũng đóng vai chính trong bộ phim tình cảm Joe (2013) của đạo diễn David Gordon Green.Năm 2015, anh đóng vai chính trong The Stanford Prison Experiment.
Năm 2016, Sheridan thủ vai nhân vật Scott Summers/Cyclops thời trẻ trong bộ phim X-Men: Apocalypse. Anh cũng sẽ đóng vai chính Wade Watts trong phim Ready Player One, phim dự kiến sẽ chính thức ra mắt vào ngày 30 tháng 3 năm 2018.
Năm 2018, Sheridan thủ vai nam diễn viên chính trong Đấu trường ảo.

## Cuộc đời
Sheridan sinh ra tại Elkhart, Texas. Mẹ anh, Stephanie (Wright) Sheridan, chủ của một Salon làm đẹp và cha, Bryan Sheridan, là một nhân viên tại công ty bán lẻ UPS. Sheridan còn có một người em gái tên là Madison. Anh học tại trường Elkhart Independent School District cho đến khi bắt đầu sự nghiệp diễn xuất. Sheridan đã tốt nghiệp trung học.

## Sự nghiệp
Sheridan tham gia đóng phim đầu tay của mình trong The Tree of Life của đạo diễn Terrence Malick, với Brad Pitt,Jessica Chastain và Sean Penn. Phim được công chiếu lần đầu tại Liên hoan phim Cannes năm 2011 và đã được trao giải thưởng Cành cọ vàng danh giá. Phim còn được đề cử giải Oscar cho phim hay nhất.
Năm 2012, anh đóng vai chính Ellis trong bộ phim Mud (2012) của đạo diễn Jeff Nichols, với Jacob Lofland và Matthew McConaughey.Phim được công chiếu tại Liên hoan phim Cannes năm 2012. Sheridan nhận được giải đề cử Critics Choice Award
Tháng 6 năm 2013, Sheridan tham gia bộ phim Grass Stains được viết và đạo diễn bởi Kyle Wilamowski, cùng với Kaitlyn Dever.
Ngày 22 Tháng 1 năm 2015, đạo diễn Bryan Singer xác nhận Tye Sheridan sẽ vào vai Scott Summers/Cyclops trong bộ phim X-Men: Apocalypse. Phim sẽ được công chiếu vào ngày 27 tháng 5 năm 2016.
Ngày 24 tháng 2 năm 2016, Sheridan được chọn vào vai Wade Watts, a.k.a Parzival, nhân vân chính trong phim Ready Player One của đạo diễn Steven Spielberg. Phim dự kiến sẽ chính thức ra mắt vào ngày 30 tháng 3 năm 2018 

## Sự nghiệp điện ảnh
| Năm  | Tên                                   | Vai diễn                | Ghi chú                                                 |
| ---- | ------------------------------------- | ----------------------- | ------------------------------------------------------- |
| 2011 | The Tree of Life                      | Steve                   |                                                         |
| 2012 | Mud                                   | Ellis                   |                                                         |
| 2013 | Joe                                   | Gary                    |                                                         |
| 2014 | Last Man Standing                     | Justin                  | Tập: "Tasers". "Mutton Busting" and "Here's the Kicker" |
| 2014 | The Forger                            | Will Cutter             |                                                         |
| 2015 | The Stanford Prison Experiment        | Peter Mitchell          |                                                         |
| 2015 | Dark Places                           | Young Ben Day           |                                                         |
| 2015 | Scouts Guide to the Zombie Apocalypse | Ben Goudy               |                                                         |
| 2015 | Entertainment                         | Eddie                   |                                                         |
| 2016 | Last Days in the Desert               | Son                     |                                                         |
| 2016 | X-Men: Apocalypse                     | Scott Summers / Cyclops | Hậu kỳ                                                  |
| 2016 | The Yellow Birds                      | Daniel Murphy           | Hậu kỳ                                                  |
| 2016 | Grass Stains                          | Conrad Stevens          | Hậu kỳ                                                  |
| 2018 | Ready Player One                      | Wade Watts / Parzival   | Tiền kỳ                                                 |

## Danh sách các phim tham gia
| Năm  | Phim                                  | Vai diễn              | Chú thích                                               |
| ---- | ------------------------------------- | --------------------- | ------------------------------------------------------- |
| 2011 | The Tree of Life                      | Steve                 |                                                         |
| 2012 | Mud                                   | Ellis                 |                                                         |
| 2013 | Joe                                   | Gary                  |                                                         |
| 2014 | Last Man Standing                     | Justin                | Tập: "Tasers". "Mutton Busting" and "Here's the Kicker" |
| 2014 | The Forger                            | Will Cutter           |                                                         |
| 2015 | The Stanford Prison Experiment        | Peter Mitchell        |                                                         |
| 2015 | Dark Places                           | Young Ben Day         |                                                         |
| 2015 | Scouts Guide to the Zombie Apocalypse | Ben Goudy             |                                                         |
| 2015 | Entertainment                         | Eddie                 |                                                         |
| 2016 | Last Days in the Desert               | Son                   |                                                         |
| 2016 | X-Men: Apocalypse                     | Scott Summers/Cyclops |                                                         |
| 2016 | The Yellow Birds                      | Daniel Murphy         | Hậu kỳ                                                  |
| 2016 | Grass Stains                          | Conrad Stevens        | Hậu kỳ                                                  |
| 2018 | Đấu trường ảo                         | Wade Watts / Parzival | Hậu kỳ                                                  |

## Giải thưởng và hạng mục đề cử
| Năm  | Giải thưởng                                                               | Hạng mục                                           | Phim             | Kết quả   |
| ---- | ------------------------------------------------------------------------- | -------------------------------------------------- | ---------------- | --------- |
| 2012 | Central Ohio Film Critics Association                                     | Best Ensemble (chia với The Tree of Life)          | The Tree of Life | Đề cử     |
| 2013 | Marcello Mastroianni Award at the 70th Venice International Film Festival | Nam diễn viên trẻ xuất sắc nhất                    | Joe              | Đoạt giải |
| 2013 | Washington D.C. Area Film Critics Association Award                       | Diễn viên trẻ triển vọng                           | Mud              | Đoạt giải |
| 2013 | Chicago Film Critics Association Awards 2013                              | Tài năng đầy hứa hẹn nhất                          | Mud              | Đề cử     |
| 2013 | Phoenix Film Critics Society Award                                        |                                                    | Mud              | Đoạt giải |
| 2013 | Las Vegas Film Critics Society Award                                      | Diễn viên trẻ tài năng                             | Mud              | Đoạt giải |
| 2013 | Georgia Film Critics Association                                          | Giải thưởng đột phá                                | Joe, Mud         | Đề cử     |
| 2014 | Robert Altman Award At Independent Spirit Awards                          | Best Ensemble (chia với Mud)                       | Mud              | Đoạt giải |
| 2014 | Critics' Choice Movie Award                                               | Diễn viên xuất sắc nhất                            | Mud              | Đề cử     |
| 2014 | Empire Awards                                                             | Giải thưởng Empire cho diễn viên nam xuất sắc nhất | Mud              | Đề cử     |

## Liên kết
- Tye Sheridan trên IMDb